# ヴンジーデル・イム・フィヒテルゲビルゲ郡
ヴンジーデル・イム・フィヒテルゲビルゲ郡 (Landkreis Wunsiedel im Fichtelgebirge、公的には Landkreis Wunsiedel i.Fichtelgebirge)は、ドイツのバイエルン州オーバーフランケン行政管区東部に位置する。隣接する郡は、北にホーフ郡、東にチェコのカルロヴィ・ヴァリ州、南にティルシェンロイト郡、西にバイロイト郡がある。

## 地理
この郡にはフィヒテル山地の主要部分が含まれる。この山地は、郡の北部、西部、東部を馬蹄形に取り囲む。この内側に、標高600mほどのヴンジーデル高原と呼ばれる起伏のある高原が広がる。郡東部は、標高440mまで落ち込む。フィヒテル山地の最高峰であるシュネーベルクは郡の西部に位置する。この郡を流れる最大・最長の川はエーゲル川で、フィヒテル山地の山中に湧出し、郡域を東西に貫いてホーヘンベルク付近でチェコ共和国へとドイツから離れる。

## 歴史
現在の郡域は、1800年よりも以前からニュルンベルク城伯、次いで権利継承者としてのプロイセンの支配地域に属した。この地は、ヴンジーデル、ホーヘンベルク、ヴァイセンシュタット、キルヒェンラーミッツ、ティーエルシュタイン、ゼルプの6つのアムト（行政区画）から成っており、このため、Sechsämterland（6つのアムトの地方）とも呼ばれる。1810年にバイエルン王国の支配地域となった。1812年にヴンジーデル、キルヒェンラーミッツ、レーハウ、ゼルプの地方裁判所が設置された。4つの裁判所はいずれもマイン郡に属し、1817年からはオーバーマイン郡、1383年からオーバーフランケン郡と改名された。1859年にヴンジーデル裁判所管区の12の自治体とゼルプ裁判所管区の4つ自治体から、新たにティーエルスハイム裁判所が創設された。
1862年に、ヴンジーデル、ティーエルスハイムおよびキルヒェンラーミッツの各裁判所管区からヴンジーデル管区庁が、ゼルプとレーハウの裁判所管区からレーハウ管区庁が創設された。1879年にレーハウ管区庁はホーフ管区庁にいくつかの自治体を移譲した。1919年には、レーハウ管区庁からゼルプが、ヴンジーデル管区庁からマルクトレドヴィッツが分離され、郡に属さない独立市となった。1939年に管区庁 (Bezirkamt) は郡役所(Landratsamt)に、これが所轄する管区 (Bezirk)は郡(Landkreis)に改称された。1940年にゼルプとマルクトレドヴィッツは再びそれぞれの郡に編入されることとなったが、さらに1948年になるとまた再び独立市に戻された。
1972年、バイエルン王国の自治体再編の枠組みの中でヴンジーデル郡、レーハウ郡南部、およびこれまで独立市であったマルクトレドヴィッツとゼルプを併せて、最終的には「ヴンジーデル郡」と呼ばれることになる、新しい郡が創設された。この新しい郡は初め「フィヒテルゲビルゲ郡」という名を持つことになっていた。しかしこの名は、やはりフィヒテル山地の主要部を持つバイロイト郡の抗議により退けられた。1973年に、この郡は現在の名称である「ヴンジーデル・イム・フィヒテルゲビルゲ郡」となった。マルクトレドヴィッツ、ゼルプの両市は、独立市の権利を喪失した後、大規模郡所属市としての地位を保った。

## 行政

### 紋章
銀と黒の市松模様に四分割された上部の下は金と赤で左右に二分割される。その左側は、赤い爪を持つ黒い鷲、右側は銀の鹿の角が描かれている。

## 経済と社会資本

### 交通
フィヒテル山地東端の「Sechsämterland」に位置するヴンジーデル郡にあるマルクトレドヴィッツ駅を擁している。ここで、1877年から78年に開業したホーフを発し北からやって来る（1882年にヴィーザウ - ヴァイデン間が延長された）バイエルン州営鉄道の路線と1878年から79年に開業したニュルンベルクからシルンディングへ向かう東西の路線（1883年にエーゲルまで延長された）とが交差する。
ホーフとヴィーザウの間の南北交通がエーゲル - ヴァルトザッセン間を走ったのは、この10年以上前、ホーフ＝エーゲル鉄道が操業開始した1865年のことである。1894年にゼルプにローカル鉄道が建設された。この路線は、ホーフ＝プレスベルク駅から、ホーフとエーゲルを結ぶ直線沿いにゼルプ市まで通じている。このローカル路線は、1914年にティーエルスハイム経由でホーレンブルンまで、ホーフとマルクトレドヴィッツを結ぶ直線に沿って延長された。
バイエルン州営鉄道は、1877年、ヴンジーデル市にホーレンブルン近くの主要駅までローカル鉄道を敷設し、1913年にはこの路線をロイポルツドルフまで延長した。
1899年には、キルヒェンラーミッツ - ヴァイセンシュタット間のローカル鉄道が加わった。
こうしてこの地区の鉄道網はかつてちょうど100kmに及んだ。現在旅客運行している路線は59kmで、そのうち47kmがフォクトラント鉄道の運営となっている。
1945年にゼルプ＝プレスベルクからアシュを結ぶ国境を越える鉄道が運行停止されたのをはじめ、以下の路線が廃止となった。
- 1972年：キルヒェンラーミッツ東 - ヴァイセンシュタット、12km
- 1975年：ホーレンブルン - ヴンジーデル - ロイポルツドルフ、11km
- 1986年：ゼルプ市駅 - ヘーヒシュテット＝ティーエルシュタイン - ホーレンブルン、12km

ヴンジーデル市駅が旅客運行を取りやめた後、ホーレンブルン駅は、ヴンジーデル＝ホーレンブルン駅と改名した。

## 市町村
| 市 - アルツベルク (Arzberg 5,094) - ホーエンベルク・アン・デア・エーゲル (Hohenberg a.d.Eger 1,438) - キルヒェンラーミッツ (Kirchenlamitz 3,144) - マルクトロイテン (Marktleuthen 2,878) - マルクトレドヴィッツ (Marktredwitz 17,254) 大規模郡所属市 - シェーンヴァルト (Schönwald 3,165) - ゼルプ (Selb 14,727) 大規模郡所属市 - ヴァイセンシュタット (Weißenstadt 3,031) - ヴンジーデル (Wunsiedel 9,294) 市場町 - シルンディング (Schirnding 1,156) - ティーエルスハイム (Thiersheim 1,764) - ティーエルシュタイン (Thierstein 1,082) 町村 - バート・アレクサンダースバート (Bad Alexandersbad 962) - ヘーヒシュテット・イム・フィヒテルゲビルゲ (Höchstädt i.Fichtelgebirge 1,055) - ナーゲル (Nagel 1,720) - レスラウ (Röslau 2,076) - トレスタウ (Tröstau 2,132) 行政共同体 - シルンディング行政共同体 （ホーエンベルク・アン・デア・エーゲル、シルンディング） - ティーエルスハイム行政共同体 （ヘヒシュテット・イム・フィヒテルゲビルゲ、ティーエルスハイム、ティーエルシュタイン） - トレスタウ行政共同体 （バート・アレクサンダースバート、ナーゲル、トレスタウ） | 市町村に属さない地域 (108.91 km²) - ホーエンベルクの森 (Hohenberger Forst, 13.91 km²) - カイザーハンマーの森東部 (Kaiserhammer Forst-Ost, 8.01 km²) - マルティンラミッツの森南部 (Martinlamitzer Forst-Süd, 8.47 km²) - マイエルヘーファー・ザイテ (Meierhöfer Seite, 2.97 km²) - ノイバウアーの森南部 (Neubauer Forst-Süd, 3.13 km²) - ゼルプの森 (Selber Forst, 17.97 km²) - トレスタウの森東部 (Tröstauer Forst-Ost, 9.71 km²) - トレスタウの森西部 (Tröstauer Forst-West, 14.46 km²) - フォアドルフの森 (Vordorfer Forst, 9.71 km²) - ヴァイセンシュタットの森北部 (Weißenstadter Forst-Nord, 5.45 km²) - ヴァイセンシュタットの森南部 (Weißenstadter Forst-Süd, 15.11 km²) |

（括弧内の単位のない数値は2023年12月31日現在の人口、面積は2001年12月31日現在の数値）

## 引用
1. 1 2  https://www.statistikdaten.bayern.de/genesis/online?operation=result&code=12411-003r&leerzeilen=false&language=de Genesis-Online-Datenbank des Bayerischen Landesamtes für Statistik Tabelle 12411-003r Fortschreibung des Bevölkerungsstandes: Gemeinden, Stichtag (Einwohnerzahlen auf Grundlage des Zensus 2011)